# Massimo Moratti
Massimo Moratti (Bosco Chiesanuova, 16 de maio de 1945) é um empresário italiano e ex-presidente do clube de futebol Internazionale entre 1995 e 2004 e de 2006 a 2013. É cunhado da ex-prefeita de Milão, Letizia Moratti. Seu pai, Angelo Moratti também foi presidente da Internazionale, entre 1955 e 1968.